# Arvedi
Arvedi SpA è una società italiana operante nel settore della metallurgia, siderurgia, informatica e ingegneria.
Con base a Cremona e attraverso società controllate e partecipate in Italia e all'estero, è specializzata nella lavorazione e distribuzione di acciai (inox, basso legati e al carbonio) destinati principalmente ai settori alimentari, edili, casalinghi, elettrodomestici, energetici e all'industrie di base, siderurgiche e meccaniche.

## Storia
Giovanni Arvedi nasce in una famiglia attiva nel commercio e nella lavorazione dei metalli originaria di Celentino, in Trentino, e trasferitasi a Cremona nel 1915. Nel 1963 comincia la sua carriera imprenditoriale fondando due aziende, una commerciale – Arvedi Commercio – e una produttiva – Ilta. Quest'ultima si dedica alla produzione di tubi saldati in acciaio al carbonio, e dal 1970 anche di tubi saldati di acciaio inossidabile.
Impegnato in una continua ricerca nel settore dell'impiantistica legata alla produzione e alla lavorazione dell'acciaio, nel 1973 apre a Cremona l'Acciaieria Tubificio Arvedi, moderna miniacciaieria dedicata alla produzione di acciaio e tubi laminati a caldo. Nei primi anni Ottanta acquista dalla Falck la Celestri, una delle principali aziende commerciali e di servizi siderurgici che in seguito cede nel 1985 nell'ambito di uno scambio di quote azionarie con la Dalmine che lo porta al salvataggio dell'ex Fit Ferrotubi, tra cui il Tubificio Lombardo di Corbetta (poi ceduto a Metalfer nel 1996), l'Acciaieria di Trigoso e la Arinox di Sestri Levante. Inoltre acquisisce una significativa partecipazione in AFL Acciaierie e Ferriere Lombarde del Gruppo Falck. L'Acciaieria di Trigoso diventa, con la denominazione Arinox, il primo e unico produttore di nastri di acciaio inossidabile di precisione in Italia.
Nel corso della sua esperienza imprenditoriale, Giovanni Arvedi è intervenuto nel salvataggio della Rizzoli e del Corriere della Sera nel 1984, in seguito alla vicenda P2 arrivando ad avere fino al 12% del capitale e l'incarico di vicepresidente sia in Rizzoli che in Gemina. È uno dei più attivi nel salvataggio della Rizzoli ed è l'unico a mettere sul piatto 140 miliardi di lire ma dirà anche nel giugno 1983 a L'Europeo: "Purtroppo abbiamo scoperto che tutti hanno paura. Paura di fare cosa sgradita ai partiti, di andare incontro a qualche guaio o, peggio, di finire sulle prime pagine di qualche giornale".
Nel 1989 è per quattro anni presidente degli industriali di Cremona.
L'anno cruciale dal punto di vista imprenditoriale è il 1992 quando entra in funzione, dopo una difficile gestazione dovuta agli errori nella costruzione degli impianti da parte della tedesca Mannesmann e che lo costringerà ad indebitarsi per mille miliardi, un nuovo impianto presso l'acciaieria di Cremona, specializzato nella produzione di nastri di acciaio molto sottili, primo esempio europeo e secondo al mondo di mini-mill per prodotti piani.
Dopo la sua messa a punto, questa tecnologia innovativa per il processo di fabbricazione di laminati piani in acciaio, denominata Arvedi ISP (Inline Strip Production), viene brevettata in tutto il mondo. La tecnologia ISP si caratterizza per le dimensioni di ingombro significativamente inferiori a quelle della concorrenza, per una migliore qualità del prodotto finito e per una riduzione dei consumi energetici e delle emissioni.
Tra la fine degli anni '90 e l’inizio del primo decennio del 2000, a partire dai risultati operativi dell’impianto ISP, il Gruppo Arvedi sviluppa e brevetta la tecnologia ESP (Endless Strip Production) che applica alla produzione di nastri laminati a caldo il concetto di colata e laminazione completamente “in endless”, ovvero senza soluzione di continuità. Questo consente di produrre direttamente a caldo nastri di acciaio ultrasottili, fino a 0,8 mm di spessore, ottenuti negli impianti convenzionali solo dopo la laminazione a freddo.
Il nuovo impianto ESP viene avviato a Cremona nel 2008 e nel e febbraio 2009 viene prodotto il primo coil di acciaio proveniente da un impianto endless.
Il 31 gennaio 2022 il gruppo italiano Arvedi SpA ha acquisito la società Acciai Speciali Terni e le controllate commerciali in Germania, Italia e Turchia (il gruppo tedesco Thyssen Krupp mantiene una quota del 15% delle azioni).

## Consiglio d'amministrazione
Il CdA è così composto:
- Giovanni Arvedi, Presidente
- Mario Caldonazzo, A.D.
- Massimo Polli, Direttore finanziario
- Fabio Baldrighi, responsabile commerciale
- Claudio Costamagna
- Marco Mangiagalli
- Carlo Mapelli